# Ciclismo nos Jogos Pan-Americanos de 2007
O ciclismo nos Jogos Pan-Americanos de 2007 foi realizado no Rio de Janeiro, Brasil. As provas de estrada foram disputadas no Parque do Flamengo, o ciclismo de pista foi disputado no Velódromo da Barra, localizado no Complexo Esportivo do Autódromo, entre 16 e 19 de agosto. As provas de mountain bike (14 de agosto) e BMX (15 de agosto) foram disputadas no Morro do Outeiro, totalizando 18 eventos entre as quatro modalidades do ciclismo.

## Calendário
|  | Dia de competição |  | Dia de final |

## Ciclismo de estrada

### Países participantes
Vinte e duas delegações apresentaram atletas para participar das competições de ciclismo de estrada, totalizando 79 homens e 32 mulheres:
| - ARG Argentina (6) - BAR Barbados (1) - BER Bermudas (1) - BOL Bolívia (2) - BRA Brasil (9) - CAN Canadá (7) - CHI Chile (7) - COL Colômbia (9) - CRC Costa Rica (2) - CUB Cuba (8) - ESA El Salvador (1) | - USA Estados Unidos (1) - ECU Equador (4) - GUA Guatemala (1) - JAM Jamaica (1) - MEX México (7) - PAN Panamá (1) - PAR Paraguai (2) - DOM República Dominicana (5) - TRI Trinidad e Tobago (1) - URU Uruguai (3) - VEN Venezuela (7) |

### Medalhistas
Masculino
| Evento                    | Ouro                                | Prata                               | Bronze                        |
| ------------------------- | ----------------------------------- | ----------------------------------- | ----------------------------- |
| Estrada detalhes          | Wendy Cruz DOM República Dominicana | Emile Abraham TRI Trinidad e Tobago | Luciano Pagliarini BRA Brasil |
| Contra o relógio detalhes | Santiago Botero COL Colômbia        | Matías Medici ARG Argentina         | Dominique Rollin CAN Canadá   |

Feminino
| Evento                    | Ouro                       | Prata                        | Bronze                        |
| ------------------------- | -------------------------- | ---------------------------- | ----------------------------- |
| Estrada detalhes          | Yumari González CUB Cuba   | Belem Guerrero MEX México    | Danielys García VEN Venezuela |
| Contra o relógio detalhes | Anne Samplonius CAN Canadá | Alessandra Grassi MEX México | Clemilda Fernandes BRA Brasil |

Nota 1: Libardo Niño Corredor da Colômbia originalmente ganhou a medalha de prata na prova de estrada contra o relógio masculino, mas foi desclassificado após testar positivo no antidoping para EPO.

## Ciclismo de pista

### Países participantes
Dezoito delegações apresentaram atletas para participar das competições de ciclismo de pista, totalizando 92 homens e 30 mulheres:
| - ARG Argentina (17) - BOL Bolívia (1) - BRA Brasil (14) - CAN Canadá (5) - CHI Chile (11) - COL Colômbia (14) - CRC Costa Rica (1) - CUB Cuba (15) - ESA El Salvador (1) | - USA Estados Unidos (2) - ECU Equador (7) - GUA Guatemala (1) - JAM Jamaica (1) - MEX México (5) - DOM República Dominicana (6) - TRI Trinidad e Tobago (1) - URU Uruguai (4) - VEN Venezuela (16) |

### Medalhistas
Masculino
| Evento                           | Ouro                                                                   | Prata                                                                 | Bronze                                                             |
| -------------------------------- | ---------------------------------------------------------------------- | --------------------------------------------------------------------- | ------------------------------------------------------------------ |
| Velocidade individual detalhes   | Julio César Herrera CUB Cuba                                           | Ben Barczewski USA Estados Unidos                                     | Andy Lakatosh USA Estados Unidos                                   |
| Velocidade por equipes detalhes  | Ahmed López Julio César Herrera Yosmani Poll CUB Cuba                  | Hersony Canelón Andris Hernández César Marcano VEN Venezuela          | Leonardo Narváez Hernán Sánchez Marzuki Mejía COL Colômbia         |
| Perseguição individual detalhes  | Enzo Cesario CHI Chile                                                 | Thomas Gil VEN Venezuela                                              | Fernando Antogna ARG Argentina                                     |
| Perseguição por equipes detalhes | Enzo Cesario Marcos Arriagada Luís Sepúlveda Gonzalo Miranda CHI Chile | Carlos Alzate Juan Pablo Forero Arles Castro Jairo Pérez COL Colômbia | Thomas Gil Richard Ochoa Jaime Rivas Franklin Chacón VEN Venezuela |
| Madison detalhes                 | Walter Pérez Juan Curuchet ARG Argentina                               | Alexander González José Serpa COL Colômbia                            | Richard Ochoa Andris Hernández VEN Venezuela                       |
| Keirin detalhes                  | Leonardo Narváez COL Colômbia                                          | Cam Mackinnon CAN Canadá                                              | Leandro Botasso ARG Argentina                                      |
| Corrida por pontos detalhes      | Andris Hernández VEN Venezuela                                         | José Serpa COL Colômbia                                               | Milton Wynants URU Uruguai                                         |

Feminino
| Evento                          | Ouro                           | Prata                          | Bronze                    |
| ------------------------------- | ------------------------------ | ------------------------------ | ------------------------- |
| Velocidade individual detalhes  | Diana García COL Colômbia      | Lisandra Guerra CUB Cuba       | Arianna Herrera CUB Cuba  |
| Perseguição individual detalhes | María Luisa Calle COL Colômbia | Danielys García VEN Venezuela  | Dalila Rodríguez CUB Cuba |
| Corrida por pontos detalhes     | Yoanka González CUB Cuba       | María Luisa Calle COL Colômbia | Belem Guerrero MEX México |

## Mountain bike

### Países participantes
Treze delegações apresentaram atletas para participar das competições de mountain bike, totalizando 24 homens e 11 mulheres:
| - ARG Argentina (3) - BOL Bolívia (2) - BRA Brasil (3) - CAN Canadá (3) - CHI Chile (3) - COL Colômbia (3) - CRC Costa Rica (3) | - USA Estados Unidos (2) - ECU Equador (1) - MEX México (3) - PAN Panamá (2) - PAR Paraguai (2) - VEN Venezuela (3) |

### Medalhistas
Masculino
| Evento                 | Ouro                          | Prata                      | Bronze                              |
| ---------------------- | ----------------------------- | -------------------------- | ----------------------------------- |
| Cross-country detalhes | Adam Craig USA Estados Unidos | Rubens Donizete BRA Brasil | Dario Alejandro Gasco ARG Argentina |

Feminino
| Evento                 | Ouro                         | Prata                               | Bronze                           |
| ---------------------- | ---------------------------- | ----------------------------------- | -------------------------------- |
| Cross-country detalhes | Catharine Pendrel CAN Canadá | Mary McConneloug USA Estados Unidos | Laura Morfin Macouzet MEX México |

## BMX

### Países participantes
Onze delegações apresentaram atletas para participar das competições de BMX, totalizando 18 homens e 12 mulheres:
| - ARG Argentina (4) - ARU Aruba (1) - BOL Bolívia (1) - BRA Brasil (5) - CHI Chile (3) - COL Colômbia (3) | - USA Estados Unidos (4) - ECU Equador (2) - GUA Guatemala (1) - MEX México (1) - VEN Venezuela (5) |

### Medalhistas
Masculino
| Evento       | Ouro                                | Prata                         | Bronze                     |
| ------------ | ----------------------------------- | ----------------------------- | -------------------------- |
| BMX detalhes | Jason Richardson USA Estados Unidos | Jonathan Suárez VEN Venezuela | José Primera VEN Venezuela |

Feminino
| Evento       | Ouro                        | Prata                        | Bronze                     |
| ------------ | --------------------------- | ---------------------------- | -------------------------- |
| BMX detalhes | Gabriela Díaz ARG Argentina | Ana Flávia Sgobin BRA Brasil | Kimmy Díquez VEN Venezuela |

## Quadro de medalhas do ciclismo
| Ordem | País                     | Medalha de ouro | Medalha de prata | Medalha de bronze |    |
| ----- | ------------------------ | --------------- | ---------------- | ----------------- | -- |
| 1     | COL Colômbia             | 4               | 4                | 1                 | 9  |
| 2     | CUB Cuba                 | 4               | 1                | 2                 | 7  |
| 3     | USA Estados Unidos       | 2               | 2                | 1                 | 5  |
| 4     | ARG Argentina            | 2               | 1                | 3                 | 6  |
| 5     | CAN Canadá               | 2               | 1                | 1                 | 4  |
| 6     | CHI Chile                | 2               |                  |                   | 2  |
| 7     | VEN Venezuela            | 1               | 4                | 5                 | 10 |
| 8     | DOM República Dominicana | 1               |                  |                   | 1  |
| 9     | BRA Brasil               |                 | 2                | 2                 | 4  |
| 9     | MEX México               |                 | 2                | 2                 | 4  |
| 11    | TRI Trinidad e Tobago    |                 | 1                |                   | 1  |
| 12    | URU Uruguai              |                 |                  | 1                 | 1  |
| TOTAL | TOTAL                    | 18              | 18               | 18                | 54 |